# Santiago de Cruïlles de Peratallada i Bosch
Santiago de Cruïlles de Peratallada i Bosch (Barcelona 6 d'agost de 1919- Barcelona, 29 de setembre de 1999) fou marquès de Castell de Torrent i baró de Cruïlles, fou un aristòcrata, advocat i polític català.

## Biografia
Va néixer el 1919 al si d'una vella nissaga nobiliària. Estudià el batxillerat als jesuïtes de Barcelona, combaté com a voluntari a les tropes franquistes i un cop acabada la Guerra Civil, es llicencià en dret. Inicià la seva carrera política a l'Ajuntament de Barcelona, del qual fou regidor (1954) i tinent d'alcalde (1957), promocionat pel governador civil Felipe Acedo Colunga d'entre els homes relacionats amb l'antiga Lliga Catalana (era gendre de Joan Ventosa i Calvell). Durant el primer mandat de Josep Maria de Porcioles, va ésser president de l'Institut Municipal de l'Habitatge; a Madrid, va presidir una comissió de la Comisaría del Plan de Desarrollo (1962-1965) de Laureano López Rodó.
Partidari de canvis en l'orientació econòmica del règim, fou nomenat director general de Transports Terrestres (1965-1969). Impulsà amb Porcioles la construcció del túnel de Vallvidrera. Finalment, seguint les petjades del nou ministre Tomàs Garicano Goñi (amb qui havia teixit llaços d'amistat quan aquell fou governador civil de Barcelona), ocupà el càrrec de subsecretari del ministeri de la Governació (1969-1973), des del qual va fer front al moviment estudiantil d'oposició. Tot i sonar com a candidat a substituir Porcioles a l'alcaldia de Barcelona, fou destituït amb l'assassinat de Luis Carrero Blanco. Continuà com a membre del Consejo Nacional del Movimiento en representació de Barcelona. Com a home de negocis, va ser vicepresident de Saneamientos y Explotaciones Agrícolas, Sociedad Financiera de Industrias y Transportes, la fábrica de vidre "Libley-Ovens" (CELO) i conseller de Maquinaria y Elementos de Transportes.

## Fons personal
El seu fons personal es conserva a l'Arxiu Nacional de Catalunya. El fons conté la documentació generada i rebuda per Santiago de Cruylles de Peratallada i Bosch; destaca, especialment, la produïda en funció de la seva activitat professional al llarg de la seva carrera política dins l'administració central. Reuneix dossiers temàtics que corresponen, generalment, a les diferents gestions que va realitzar Santiago de Cruylles a favor de les persones i de les institucions que se li adreçaven. Aquests dossiers inclouen informes, oficis i correspondència amb particulars i càrrecs de l'administració, referida majoritàriament a iniciatives de tipus privat. En el seu conjunt, el fons és molt representatiu i útil per a l'estudi del funcionament de l'administració i de les institucions de la darrera etapa del franquisme.